# LSU Tiger
 'LSU Tiger' es un cultivar moderno de higuera de tipo higo común Ficus carica unífera (con una sola cosecha de higos por temporada, los higos de verano-otoño), de piel con color de fondo marrón claro, con sobre color verde alrededor del ostiolo, presenta franjas de color marrón más oscuras que van desde el pedúnculo hacia el ostiolo que le dan un aspecto característico. En América del Norte son capaces de ser cultivadas en zona de rusticidad USDA 7 a 10.

## Sinonimia
- "L57-13-121",[4][5]

## Historia
La variedad 'LSU Tiger' fue criada hace más de 40 años. « La Estación Experimental Agrícola de Luisiana » llevó a cabo un programa de cría de higos durante la década de 1950 y principios de los 60 para desarrollar nuevas variedades para Luisiana. Durante ese tiempo, los investigadores, bajo la dirección del Dr. Ed O´Rourke, hicieron cruces y evaluaron las plántulas para la adaptación. Este programa de cría se suspendió a fines de la década de 1960, pero algunas de las selecciones de LSU fueron mantenidas por viveros y jardineros particulares  (tal como la 'LSU Inproved Celeste' que nunca fue lanzada al mercado oficialmente), y en los huertos de la estación de investigación de LSU AgCenter (donde algunas variedades fueron después lanzadas oficialmente al mercado por la LSU, tal como las variedades 'LSU O'Rourke', 'LSU Champagne' y 'LSU Tiger' en 2007).
Esta higuera fue criada en la Universidad Estatal de Luisiana por el obtentor Ed O´Rourke en la década de 1960, de un cruce de una planta de 'Celeste' como planta femenina polinizada por el Cabrahigo 'C1' cabrahigo con frutos comestibles cedido por Ira J. Condit. La variedad 'LSU Tiger' es una selección de un grupo de semillero derivado de un cruce de 'Celeste' x 'C1’, este cruce fue hecho en 1955 y la selección del semillero fue hecha por Ed O'Rourke en 1959 y la obtención denominada inicialmente como 'L57-13-121'.

## Características
Las higueras 'LSU Tiger' se pueden cultivar en USDA Hardiness Zones 7 a más cálida húmeda, siendo la zona óptima de cultivo comprendida entre USDA Hardiness Zones de 8a a 10.
Las plantas de 'L57-13-121' son vigorosas, con buena tolerancia al frío, unífera (una sola cosecha por temporada), los árboles de 'LSU Tiger' crecen en forma esparcida con ramas que tienden a caer hacia el suelo. La cubierta del follaje es densa en comparación con 'LSU Gold'. Las hojas maduras de 'LSU Tiger' son palmadas muy grandes. En mayoría de 5 lóbulos, y algo menos con 7 lóbulos. El lóbulo primario está espatulado, y los lóbulos basales son ligeramente dentados.
El higo 'LSU Tiger' es un fruto de buena calidad, de unos 30 a 40 mm de diámetro, tamaño muy grande 50gr. Cuya epidermis es con color de fondo marrón claro, con sobre color verde alrededor del ostiolo, presenta franjas de color marrón más oscura que van desde el pedúnculo hacia el ostiolo que le dan un aspecto característico. El fruto tiene una forma oblonga, con un extremo distal ligeramente redondo alrededor del ostiolo, y se estrecha ligeramente hacia el extremo del pedúnculo con un cuello cilíndrico mediano. El ostiolo está cerrado en la fruta madura, con escamas pequeñas pegadas a la epidermis, de color rosado. Pedúnculo grueso y corto 2 a 3 mm. Carne blanca 2 a 3 mm de grosor, cavidad interna muy pequeña o ausente, con aquenios grandes y muchos, con pulpa de color rojo suave cuando está maduro. De sabor dulce jugosa, y rica en aromas. Las frutas maduran cinco a siete días después que 'Celeste', la primera semana de julio madura durante un período de 15 días, lo cual es comparable a 'Celeste' y 'Florentine'.
Esta variedad es autofértil y no necesita otras higueras para ser polinizada. El higo tiene un ostiolo que está cerrado por lo que es bastante resistente a la putrefacción, ya que evita el deterioro durante condiciones climáticas adversas. La variedad 'LSU Tiger' es precoz, un rasgo importante para temporadas de crecimiento cortas en zonas frías de Estados Unidos donde se cultiva en macetas y se pueden desarrollar y madurar plenamente, en los veranos de estas zonas frías.
Cultivo bien adaptado en el sur húmedo de Estados Unidos, en Luisiana, Florida, Carolina del Sur y en Carolina del Norte.

## Cultivo
Se cultiva sobre todo en huertas y jardines privados de Florida, Luisiana, Carolina del Sur y Carolina del Norte.
'LSU Tiger' son higueras productoras de higos que dan lugar a excelente higos para todo uso, tanto para mermeladas, higos secos y consumo en fresco.